# مايك بارتليت (كاتب مسرحي)
مايك بارتليت (بالإنجليزية: Mike Bartlett)‏ هو كاتب مسرحي بريطاني، ولد في 7 أكتوبر 1980 في أكسفورد في المملكة المتحدة.

## وصلات خارجية
- مايك بارتليت على موقع IMDb (الإنجليزية)
- مايك بارتليت على موقع ميوزك برينز (الإنجليزية)
- مايك بارتليت على موقع قاعدة بيانات برودواي على الإنترنت (الإنجليزية)
- مايك بارتليت على موقع قاعدة بيانات الفيلم (الإنجليزية)